# Meganoton hyloicoides
Meganoton hyloicoides är en fjärilsart som beskrevs av Rothschild 1910. Meganoton hyloicoides ingår i släktet Meganoton och familjen svärmare. Inga underarter finns listade i Catalogue of Life.